# Армянская филантропическая семинария (Калькутта)
Армянская филантропическая семинария — образовательное учреждение армянской общины индийского города Калькутта. Старейшая школа города.

## История
Армянская филантропическая семинария была учреждена в Калькутте в 1821 году по инициативе Аствацатура Мурадханяна и Мнацакана Варданяна. На сегодняшний день семинария является старейшим образовательным учреждением города, которым руководит иеромонах Армянской Апостольской Церкви Хорен Ованнисян.
2 апреля 2011 года семинария отметила своё 190-летие, в связи с чем там состоялось мероприятие, на котором присутствовали ученики и преподаватели учебного заведения. В ходе этого мероприятия был показан материал об армяно-индийских отношениях, а также презентовано ежегодное издание, где представлены события, которые произошли в жизни армянской общины и семинарии за прошедший год.